# Victor Leydet

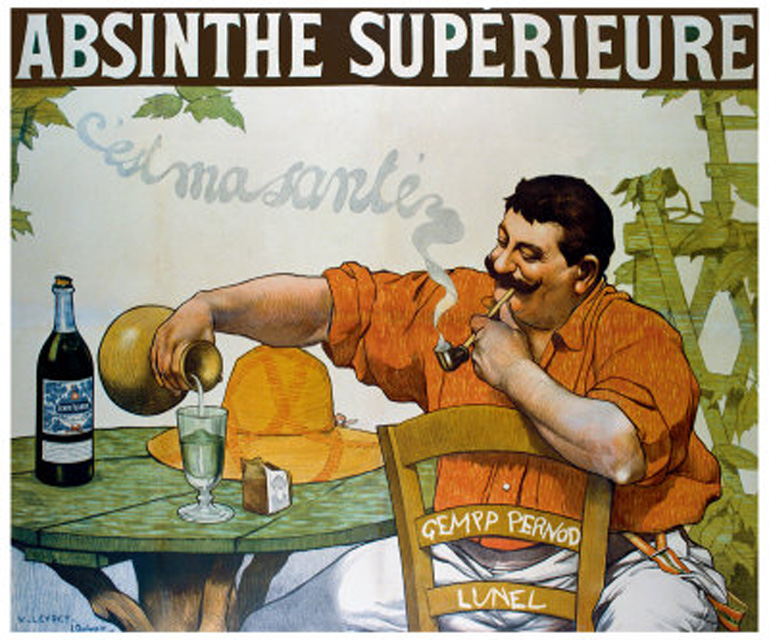
Victor Leydet, reklama absyntu

Victor Leydet (ur. 21 lipca 1861 w L’Isle-sur-la-Sorgue, zm. 20 października 1904 w Sorgues) – francuski malarz i plakacista związany z kulturą Prowansji.
Był studentem awiniońskiej Akademii Sztuk Pięknych w klasie Pierre’a Grivolas. Później jego nauczycielami zostali Gabriel Bourges i Jean-Léon Gérôme.

## Główne dzieła
- Charlotte, 1896
- Le désespéré (Zrozpaczony), 1897
- Vendredi saint (Wielki Piątek), 1900